# Aube (littérature)
Pour les articles homonymes, voir aube.
L'aube (alba en langue d'oc), genre et forme littéraire du Moyen Âge, est une poésie lyrique utilisée par les troubadours qui a pour thème la séparation de deux êtres qui s'aiment au point du jour. On la déclamait généralement à l'aube.
Accompagnée d'une mélodie savante, elle comporte trois grands thèmes : 
- séparation des amants à l'aube ;
- chant des oiseaux et lever du soleil ;
- intervention du guetteur qui interdit à tout importun de s'approcher et prévient les amants qu'avec l'aube vient la séparation[1].

## Liste desalbasoccitanes
Seules 18 albas ont été conservées.
| Compositeur                          | Vers initial                               | Type       | Notes |
| ------------------------------------ | ------------------------------------------ | ---------- | ----- |
| Bernart de Venzac                    | Lo Paire el Filh el sant Espirital         | religieuse |       |
| Raimbaut de Vaqueiras                | Gaita be gaiteta del castel                | profane    |       |
| Giraut de Bornelh                    | Reis glorios, verais lums e clartatz       | profane    |       |
| Folquet de Marseille                 | Vers Dieus el vostre nom e de Sainta Maria | religieuse |       |
| Cadenet                              | S'anc fui belha ni prezada                 | profane    |       |
| Raimon de las Salas                  | Deus aidatz                                | profane    |       |
| Bertran de Lamanon ou Gaucelm Faidit | Us cavalier si jazia                       | profane    |       |
| Guilhem d'Autpol                     | Esperansa de totz ferms esperans           | religieuse |       |
| Guiraut Riquier                      | Ab plazer                                  | profane    |       |
| Guiraut Riquier                      | Qui vuelha ses plazer                      | religieuse |       |
| Uc de la Bacalaria                   | Per grazir la bon'estrena                  | profane    |       |
| Peire Espanhol                       | Ar levatz sus, franca cortesa gen          | religieuse |       |
| Berenguer d'Anoia                    | Gaita, be gardatz                          | religieuse |       |
| Anonyme                              | En un vergièr sotz fòlha d'albespí         | profane    |       |
| Anonyme                              | Ab la gensor que sia                       | profane    |       |
| Anonyme                              | Quan lo rossinhol escria                   | profane    | cobla |
| Anonyme                              | Dreitz que vol dreitamen amar              | profane    | cobla |

## Aube religieuse
Comme on le voit dans le tableau ci-dessus, certains poèmes sont d'inspiration religieuse. On parlera donc dans ces cas-là d'aube religieuse. Dans l'aube religieuse, le poète exprime le désir qu'arrive le matin et que la nuit ne soit plus que le souvenir d'un temps passé. Le matin est le symbole de la gloire divine, de la grâce, de la Vierge, qui est la dame à qui tout homme peut exprimer son amour. Par contre, la nuit est le symbole de la recherche du chemin dans l'obscurité, parmi les difficultés, les tentations, le péché.

## Exemple:Quan lo rossinhol escria(Anonyme)
« IQuan lo rossinhol escria

ab sa part la nueg e.l dia,

yeu suy ab ma bell'amia

jos la flor,

tro la gaita de la tor

escria : "Drutz, al levar!

Qu'ieu vey l'alba e.l jorn clar." »
« IQuand le rossignol chante

avec sa compagne la nuit et le jour

moi, je suis avec ma belle amie

sous la fleur,

jusqu'à ce que le guetteur de la tour

crie : "Amants, levez-vous !

que je vois l'aube et le jour clair." »